# Barthold Conrath
Barthold Conrath (Nachname auch Conrad; * 27. Dezember 1657 in Hamburg; † 2. Mai 1719 in Tönning) war ein deutscher Maler.

## Leben

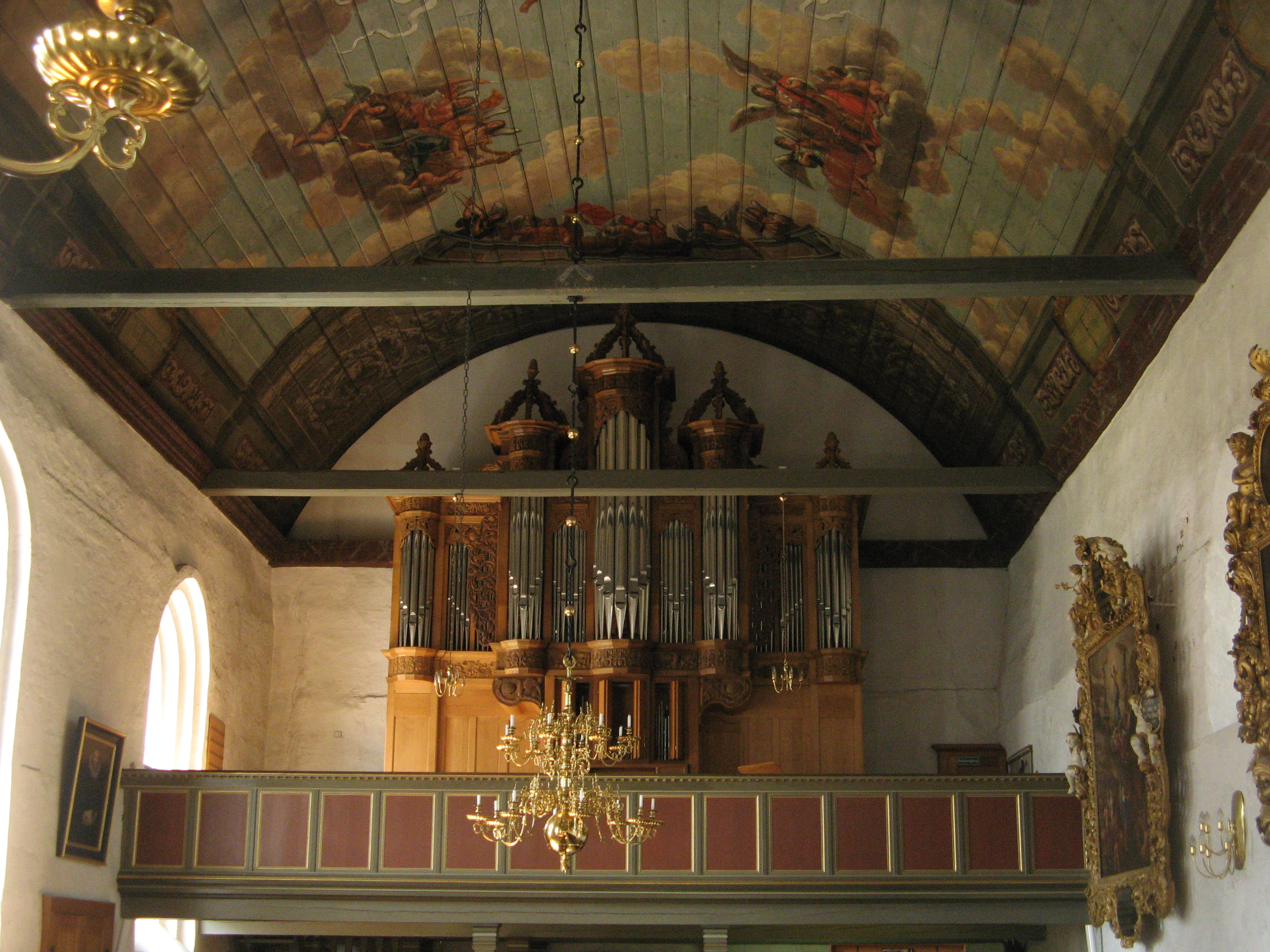
Das Deckengewölbe der St. Laurentiuskirche in Tönning

Conrath war ein Sohn von Harmen Conrath (getauft 27. Januar 1657 in Hamburg; † 31. August 1701 ebenda) und dessen namentlich nicht bekannter Ehefrau. Das Ehepaar hatte am 28. Juli 1655 geheiratet. Der Vater arbeitete als Maler und Meister des Maleramtes. Von 1673 bis 1683 gestaltete er die Decke, den Chor und das Gestühl der St.-Pankratius-Kirche in Ochsenwerder. Außerdem staffierte er deren Altar und Kanzel. Wahrscheinlich malte er auch die Bilder des Altares.
Conraths Bruder Martin Conrath (getauft 8. Februar 1660 in Hamburg; † 27. Februar 1733) malte die Bilder der Empore der St.-Nikolai-Kirche in Moorfleet.
Kindheit, Jugend und künstlerische Ausbildung Bartholds sind nicht dokumentiert. Wahrscheinlich gab ihm sein Vater ersten Malunterricht. Später lernte er vermutlich bei Jürgen Ovens. 1683 übernahm er die Funktion des Meisters des Maleramtes. 1696 heiratete er eine namentlich nicht bekannte Frau aus Eckernförde, mit der er fünf Kinder hatte. Am 29. Juni 1696 erwarb er dort das Bürgerrecht.
1707 veräußerte Conrath sein Haus in Eckernförde und ließ sich in Tönning nieder. Hier legte er am 24. Dezember 1707 den Bürgereid ab. Conrath starb in Tönning im Anfang Mai 1719.

## Werke
Conraths erstes Werk war vermutlich 1691 der von Hinrich Röhlke geschnitzte Rahmen eines von Jürgen Ovens gespendeten Epitaphs an der Sankt Laurentiuskirche in Tönning. Conrath setzte diesen zusammen und vergoldete ihn. Drei Jahre später gestaltete er hinter diesem Epitaph eine Wand.
Als Conraths Hauptwerk gilt das Deckengewölbe der Tönninger Kirche. Der Künstler signierte und datierte sein Gemälde auf den 23. Oktober 1704. Restauratoren konstatierten 1961, dass die Bilder von einem „mit dieser Technik durchaus vertrauten Künstler“ stammen. Außerdem habe er Ornamentformen und Kartuschen freihändig gemalt und hierfür keine Schablonen verwendet. Aus diesem Grund muss angenommen werden, dass der Künstler bereits zuvor derartige Gemälde erstellt hatte.
1703 malte Conrath vermutlich „Pfingsten“ unter dem Deckel der Kanzel der Laurentiuskirche und begann mit der Restaurierung des Epitaphs Jürgen Ovens’. 1704/05 staffierte er hier einen Taufdeckel. Mit seiner Signatur versah er 1707 ein von Hans Jürgens gestiftetes Epitaph. Gegebenenfalls gestaltete er auch das Epitaph des Bürgermeisters Claus Reyer.
Zu Conraths weiteren erwähnenswerten Werken zählt ein Epitaph für Christine de Wulfen, Gattin des Festungskommandanten Zacharias Wolf. Der Künstler malte das Mittelbild 1708. Es hing anfangs in der Tönninger Sophienkirche, der 1744 abgebrochenen Garnisonkirche. Seit dem Verkauf 1744 ist es in der Sankt Martinskirche in Tellingstedt zu sehen.
Nach 1708 bis Lebensende arbeitete Conrath wiederholt für die Kirche in Tönning. Da er hierfür nur geringe Geldbeträge erhielt, ist nicht davon auszugehen, dass es sich um größere Werke handelte. Weitere Kunstwerke aus seiner Hand sind nicht dokumentiert.